# アンダマン・ニコバル諸島

アンダマン・ニコバル諸島の位置

アンダマン・ニコバル諸島の地図（ポートブレア周辺の拡大図付き）

アンダマン・ニコバル諸島（アンダマン・ニコバルしょとう、ベンガル語:আন্দামান ও নিকোবর দ্বীপপুঞ্জ、ヒンディー語: अंदमान और निकोबार द्वीप、英語: Andaman and Nicobar Islands）は、インド洋のベンガル湾南部に位置する、インドの連邦直轄領。北緯10度線の北側がアンダマン諸島、南側がニコバル諸島。アンダマン諸島の数島はミャンマーに属す。主都はポートブレア。
マラッカ海峡への航路を扼する位置にあり、防衛戦略上の要地であることや、原住民保護政策の一環から、インド政府は外国人の立ち入りを制限している。

## 概要
| 面積     | 8293平方キロメートル                                                                           |
| 人口     | 38万581人 (2011年)                                                                             |
| 主都     | ポートブレア                                                                                   |
| 識字率   | 73.74%                                                                                         |
| 知事     | デベンドラ・クマール・ジョシ (Devendra Kumar Joshi)（代行）                                    |
| 主要言語 | 各部族の母語（アンダマン諸語、ニコバル諸語）、ヒンディー語、インド英語、タミル語及びベンガル語 |

## 語源
「アンダマン（Andaman）」という名前は、マレー語でヒンドゥー教のハヌマーン神を意味するHandumanに由来する。「ニコバル」という名前は、13世紀のマルコ・ポーロによる、ニコベラン（『裸』の意味）という記述が元になっている。後から訪れたポルトガル宣教師は、ニクバルとなまって発音したことから、今日のニコバルの名となった。小アンダマン島、大ニコバル島には合わせて5部族の先住民がおり、計800人ほどが石器時代と同様の狩猟採集生活を行っている。

## 歴史
アンダマン・ニコバル諸島は、18世紀にマラーター同盟によって占領された後、デンマークが支配を試みたものの失敗し、最終的にはイギリスによって支配された。

### デンマーク植民地時代
1754年11月、デンマーク＝ノルウェーの当局者の会議がトランケバルで開催された。アンダマン・ニコバル諸島を植民地化し、コショウ、シナモン、サトウキビ、コーヒー、綿花を植えることが決定された。
1755年12月–デンマーク＝ノルウェーの入植者がアンダマン諸島に到着。しかし植民地ではマラリアが発生するため、1848年に定住地が永久に放棄されるまで何度も挫折が繰り返された。この散発的な占領は、オーストリアやイギリスなどの他の植民地勢力の島々への進出につながった
1756年1月1日–ニコバル諸島をFrederiksøerne（フレデリック諸島）の名前でデンマーク＝ノルウェーの植民地と宣言。
1756年-1760年-ニコバルでの植民地化の取り組みは失敗し、入植者はマラリアで一掃された。
1789年、アンダマン諸島はイギリス植民地になった。
イタリアは、1864年から1868年の間にデンマーク＝ノルウェーからニコバル諸島を購入しようとした。イタリアの農商大臣ルイージ・トレッリは、有望に見える交渉を開始したが、彼の任期が最初のラ・マルモラ内閣の予期せぬ終了のために失敗した。交渉は中断され、再開されなかった。
1868年10月16日、1848年以降徐々に放棄されていたニコバル諸島に対するすべてのデンマークの権利が英国に売却された。

### イギリス植民地時代
デンマークから支配を引き継いだイギリスはアンダマン諸島を流刑地とし、インド及び周辺国で反イギリス的な活動を行った政治犯などを送り込んだ。このような刑罰はヒンディー語で黒い水を意味するカーラーパーニー（काला पानी, Kalapani）と呼ばれた。ポートブレアの独房監獄は英領インドの「シベリア」と見なされていた。
原住民たちはイギリスの統治のなかでも狩猟生活などにより自給自足の生活を営んでいた。それに対し、イギリスが送り込んだ流刑民及びその子孫は土木工事や木材生産に従事し、代償として配給される食糧等の物資を頼りに生活を送っていた。これは従属性をコントロールする意図もあったと考えられ、農業はココナツの栽培など粗放的な限られたもので、米や麦などの主要穀物が生産されることは無かった。

### 日本軍の占領統治時代
第二次世界大戦に入ると日本軍がポートブレアに上陸（1942年3月23日）。日本はアンダマン・ニコバル諸島をスバス・チャンドラ・ボースによる自由インド仮政府の統治下に置いた。ボースは大戦中にアンダマン・ニコバル諸島を訪れ、アンダマンを殉教者を意味するシャヒード （शहीद, Shaheed） に、そしてニコバルを自治を意味するスワラージ （स्वराज, Swaraj） に改名した。インド国民軍のロガナサン中佐（en）がアンダマン・ニコバル諸島を統治した。一方、イギリスは東南アジア方面への反攻への足がかりとするため諸島の奪還を企画、海上封鎖を行い物資の補給を途絶させた。農業生産が行われていない島内では餓死者を出す事態となり、戦後、数十名の日本軍関係者が責任を負わされ、BC級戦犯としてシンガポールにて処刑されている。

### インド連邦時代・スマトラ島沖地震
アンダマン・ニコバル諸島は、1947年のインドの独立によりインド領となった。
2004年12月26日、アンダマン・ニコバル諸島沿岸は約千年周期とされているスマトラ島沖地震による高さ10mに達する津波によって、壊滅的な打撃を受けた。この災害でアンダマン・ニコバル諸島では少なくとも7,000人が死亡したとしている。